# 飛行群 (第8航空団)
第8航空団飛行群（だい8こうくうだんひこうぐん）は、築城基地に所在する第8航空団隷下の部隊である。

## 部隊編成
- 群本部
- 第6飛行隊
- 第8飛行隊

## 主要幹部
| 官職名              | 階級    | 氏名     | 補職発令日     | 前職                         |
| ------------------- | ------- | -------- | -------------- | ---------------------------- |
| 第8航空団飛行群司令 | 1等空佐 | 大西健介 | 2017年06月01日 | 第11飛行教育団飛行教育群司令 |

| 代 | 氏名       | 在職期間                        | 前職                                            | 後職                                            |
| -- | ---------- | ------------------------------- | ----------------------------------------------- | ----------------------------------------------- |
|    | 池上洋吉   | 0000年00月00日 - 1967年07月16日 |                                                 | 飛行教育集団司令部教育部長                      |
|    | 園部昌光   | 0000年00月00日 - 1969年07月15日 |                                                 | 航空自衛隊幹部学校学校教官                      |
|    | 轟哲夫     | 0000年00月00日 - 1971年02月15日 |                                                 | 航空幕僚監部人事教育部教育課 飛行教育班長       |
|    | 板野安博   | 1971年02月16日 - 1973年03月15日 | 航空幕僚監部防衛部運用課勤務                    | 航空幕僚監部防衛部調査第2課 収集第1班長         |
|    | 海津武司   | 1973年03月16日 - 1975年04月15日 | 第81航空隊副司令                                | 第8航空団付                                     |
|    | 小櫻達朗   | 0000年00月00日 - 1976年08月01日 |                                                 | 西部航空方面隊司令部勤務                        |
|    | 炭山巖     | 0000年00月00日 - 1978年07月31日 |                                                 | 防衛研修所所員                                  |
|    | 鈴木昭雄   | 1978年08月01日 - 1980年07月31日 | 航空幕僚監部防衛部防衛課防衛班長                | 航空幕僚監部防衛部防衛課長                      |
|    | 長谷川孝一 | 1980年08月01日 - 1981年06月30日 | 航空幕僚監部防衛部防衛課防衛班長                | 航空総隊司令部防衛部運用班長                    |
|    | 友田勲     | 1981年07月01日 - 1982年06月30日 | 航空幕僚監部人事教育部教育課 飛行教育班長       | 航空総隊司令部防衛部運用班長                    |
|    | 白根孟     | 1982年07月01日 - 1984年01月16日 | 航空幕僚監部防衛部防衛課研究班長                | 航空総隊司令部勤務                              |
|    | 麻田昌吾   | 1984年01月17日 - 1986年03月16日 | 航空幕僚監部防衛部調査第2課 収集第2班長         | 航空自衛隊幹部学校勤務                          |
|    | 大橋武郎   | 1986年03月17日 - 1987年03月15日 | 第8航空団勤務                                   | 航空自衛隊幹部学校勤務                          |
|    | 北川文夫   | 1987年03月16日 - 1988年07月06日 | 航空幕僚監部防衛部防衛課編成班長                | 航空幕僚監部防衛部運用課長                      |
|    | 市来徹夫   | 1988年07月07日 - 1990年03月15日 | 航空幕僚監部防衛部防衛課勤務                    | 飛行教導隊司令                                  |
|    | 増田滋     | 1990年03月16日 - 1992年03月15日 | 航空幕僚監部技術部技術第2課勤務                 | 西部航空方面隊司令部防衛部長                    |
|    | 山本哲也   | 1992年03月16日 - 1993年11月30日 | 航空開発実験集団司令部研究開発部 計画課長       | 中部航空方面隊司令部防衛部長                    |
|    | 西井健樹   | 1993年12月01日 - 1995年07月31日 | 航空幕僚監部監理部総務課渉外班長                | 航空幕僚監部防衛部運用課 特別航空輸送隊運用室長 |
|    | 堀好成     | 1995年08月01日 - 1997年06月30日 | 航空幕僚監部防衛部防衛課 装備体系企画調整官     | 航空幕僚監部防衛部運用課長                      |
|    | 橋本誠一   | 1997年07月01日 - 1999年03月31日 | 航空幕僚監部監理部総務課 総務調整官 兼 総務班長 | 航空幕僚監部人事教育部人事計画課長              |
|    | 森下一     | 1999年04月01日 - 2000年06月29日 | 航空幕僚監部防衛部運用課 運用第1班長            | 航空幕僚監部防衛部運用課長                      |
|    | 岩切成夫   | 2000年06月30日 - 2001年06月28日 | 航空幕僚監部防衛部運用課運用調整官              | 航空幕僚監部防衛部運用課長                      |
|    | 清藤勝則   | 2001年06月29日 - 2003年06月30日 | 航空幕僚監部防衛部運用課 運用第2班長            | 航空総隊司令部防衛部防衛課長                    |
|    | 佐藤敏博   | 2003年07月01日 - 0000年00月00日 | 中部航空方面隊司令部防衛部防衛課長              |                                                 |
|    |            | 0000年00月00日 - 0000年00月00日 |                                                 |                                                 |
|    | 高橋英典   | 0000年00月00日 - 2007年07月31日 |                                                 | 航空自衛隊幹部学校計画課長                      |
|    | 増子豊     | 2007年08月01日 - 2009年03月23日 | 統合幕僚監部防衛計画部計画課 計画班長           | 航空総隊司令部防衛部運用課長                    |
|    | 西村弘文   | 2009年03月24日 - 2011年08月04日 | 統合幕僚監部運用部運用第2課 災害派遣班長        | 自衛隊山口地方協力本部長                        |
|    | 高橋豊     | 2011年08月05日 - 2012年07月31日 | 飛行教育航空隊司令                              | 統合幕僚監部防衛計画部計画課 分析室長           |
|    | 倉田裕     | 2012年08月01日 - 2014年03月31日 | 情報本部勤務                                    | 第3航空団副司令                                 |
|    | 西野一行   | 2014年04月01日 - 2015年03月31日 | 第5航空団飛行群司令                             | 中部航空方面隊司令部監理監察官                  |
|    | 高草木浩寿 | 2015年04月01日 - 2017年05月31日 | 航空総隊司令部防衛部運用課作戦室長              | 北部航空方面隊司令部監理監察官                  |
|    | 大西健介   | 2017年06月01日 -                | 第11飛行教育団飛行教育群司令                    |                                                 |